# Hannah Waddingham
Hannah Waddingham (Londra, 28 luglio 1974) è un'attrice e cantante britannica, nota soprattutto per i suoi ruoli televisivi e come interprete di musical a Londra.
È vincitrice di un Premio Emmy, due Critics Choice Television Awards e uno Screen Actors Guild Award per la sua interpretazione nella serie televisiva Ted Lasso. Per la medesima serie ha ottenuto due candidature al Golden Globe.

## Biografia
Hannah Waddingham è nata nel quartiere londinese di Wandsworth e ha studiato all'Academy of Live and Recorded Arts. Attiva sulle scene londinese della fine degli anni novanta, la Waddingham si è affermata come interprete di musical nel 2006 quando ha interpretato la Dama del Lago nella prima britannica di Monty Python's Spamalot; il ruolo le valse una candidatura al Laurence Olivier Award alla migliore attrice in un musical e successivamente è tornata ad interpretare la parte anche a Broadway.
Nel 2009 ha interpretato la protagonista Desirée nel musical di Stephen Sondheim A Little Night Music alla Menier Chocolate Factory e al Garrick Theatre, ottenendo così una seconda candidatura al premio Laurence Olivier. Successivamente ha interpretato ruoli principali anche in Into the Woods (Regent's Park Open Air Theatre, 2010), The Wizard of Oz (London Palladium, 2011) e Kiss Me, Kate (Old Vic, 2012), per cui ha ottenuto una terza candidatura al Laurence Olivier Award alla migliore attrice in un musical.
Negli anni dieci la sua attività teatrale si è diradata a favore di quella televisiva. Tra il 2015 e il 2016 ha interpretato Septa Unella in due stagioni de Il trono di spade, mentre dal 2019 è Sofia Marchetti nella serie televisiva di Netflix Sex Education. Dal 2020 interpreta Rebecca Welton nella serie Ted Lasso, per cui ha vinto il Premio Emmy e il Critics' Choice Award alla migliore attrice non protagonista in una serie commedia.
Nel 2023 presenta la cerimonia dei Premi Laurence Olivier alla Royal Albert Hall ed è tra le presentatrici dell'Eurovision Song Contest di Liverpool, insieme a Alesha Dixon, Julija Sanina e Graham Norton. Nel 2024 torna a condurre la cerimonia degli Olivier Award alla Royal Albert Hall.

## Filmografia

### Attrice

#### Cinema
- Star System - Se non ci sei non esisti (How to Lose Friends & Alienate People), regia di Robert B. Weide (2008)
- Les Misérables, regia di Tom Hooper (2012)
- Attenti a quelle due (The Hustle), regia di Chris Addison (2019)
- Hocus Pocus 2, regia di Anne Fletcher (2022)
- The Fall Guy, regia di David Leitch (2024)
- Mission: Impossible - The Final Reckoning, regia di Christopher McQuarrie (2025)

#### Televisione
- Coupling – serie TV, 1 episodio (2003)
- M.I. High - Scuola di spie (M.I. High) – serie TV, 1 episodio (2008)
- Doctors – soap opera, 4 puntate (2008-2015)
- Miss Marple (Agatha Christie's Marple) – serie TV, episodio 5x04 (2010)
- My Family – serie TV, 3 episodi (2010-2011)
- Il Trono di Spade (Game of Thrones) – serie TV, 8 episodi (2015-2016)
- L'esercito delle 12 scimmie (12 Monkeys) – serie TV, 4 episodio (2017)
- Krypton – serie TV, 3 episodi (2018)
- Sex Education – serie TV, 14 episodi (2019-2023)
- Ted Lasso – serie TV, 33 episodi (2020-2023)
- L'ispettore Barnaby (Midsomer Murders) – serie TV, episodio 22x02 (2021)
- Tom Jones - Una storia d'amore (Tom Jones), regia di Georgia Parris – miniserie TV (2023)
- Premio Laurence Olivier (2023)
- Eurovision Song Contest 2023 (2023)

### Doppiatrice
- Garfield - Una missione gustosa (The Garfield Movie), regia di Mark Dindal (2024)
- Lilo & Stitch, regia di Dean Fleischer Camp (2025)

## Teatro
- Saucy Jack and the Space Vixens, libretto di Charlotte Mann e Mike Fidler, colonna sonora di Robin Forrest e Jonathan Croose, regia di Keith Strachan. Queen's Theatre di Londra (1998)
- Smokey Joe's Cafe, libretto e colonna sonora di Jerry Leiber e Mike Stoller, regia di Jerry Zaks. Tour britannico (1998)
- The Beautiful Game, libretto di Ben Elton, colonna sonora di Andrew Lloyd Webber, regia di Robert Carsen. Cambridge Theatre di Londra (2000)
- Lautrec, libretto di Shaun McKenna, testi di Dee Shipman, colonna sonora di Charles Aznavour, regia di Rob Bettison. Shaftesbury Theatre di Londra (2000)
- Space Family Robinson, libretto diJulian Butler, colonna sonora di Julian e Stephen Butler, regia di Oliver Camppbell-Smith. Pleasance Theatre di Londra (2002)
- Grease, libretto e colonna sonora di Warren Casey e Jim Jacobs, regia di David Gilmore. Victoria Palace Theatre di Londra (2002)
- Tonight's the Night, libretto e regia di Ben Elton, colonna sonora di Rod Stewart e autori vari. Victoria Palace Theatre di Londra (2003)
- The Likes of Us, libretto di Tim Rice, colonna sonora di Andrew Lloyd Webber, regia di Christopher Luscombe. Sydmonton Festival di Sydmonton (2005)
- A Chorus of Disapproval, di Alan Ayckbourn, regia di Terry Hands. Theatr Clywd di Mold (2015)
- Bad Girls, libretto di Maureen Chadwick e Ann McManus, colonna sonora di Kath Gotts, regia di Maggie Norris. West Yorkshire Playhouse di Leeds (2006)
- Monty Python's Spamalot, libretto di Eric Idle, colonna sonora di John DuPrez, regia di Mike Nichols. Palace Theatre di Londra (2006), Shubert Theatre di Broadway (2008)
- A Little Night Music, libretto di Hugh Wheeler, colonna sonora di Stephen Sondheim, regia di Trevor Nunn. Menier Chocolate Factory (2008) e Garrick Theatre di Londra (2009)
- Into the Woods, libretto di James Lapine, colonna sonora di Stephen Sondheim, regia di Timothy Sheader. Regent's Park Open Air Theatre di Londra (2010)
- The Wizard of Oz, libretto di Andrew Lloyd Webber e Jeremy Sams, testi di E. Y. Harburg, colonna sonora di Harold Arlen e Andrew Lloyd Webber. London Palladium di Londra (2011)
- Kiss Me, Kate, libretto di Bella Spewack e Samuel Spewack, colonna sonora di Cole Porter, regia di Trevor Nunn. Festival Theatre di Chichester, Old Vic di Londra (2012)
- L'albergo del libero scambio, di Maurice Desvallières e Georges Feydeau, regia di Lindsay Posner. Theatre Royal di Bath (2013)

Allestimenti concertistici o semi-scenici
- How to Succeed in Business Without Really Trying, libretto di Abe Burrows, Jack Weinstock e Willie Gilbert, colonna sonora di Frank Loesser. Royal Festival Hall di Londra (2015)
- Of Three I Sing, libretto di George S. Kaufman e Moss Hart, testi di Ira Gershwin, colonna sonora di George Gershwin, regia di Shaun Kerrison. Royal Festival Hall di Londra (2015)
- The Pirate Queen, libretto di Alain Boublil e Richard Maltby Jr., colonna sonora di Claude-Michel Schönberg, regia di Drew Baker. London Coliseum di Londra (2020)

## Riconoscimenti
- Golden Globe
  - 2022 – Candidatura per la miglior attrice non protagonista in una serie per Ted Lasso
  - 2024 – Candidatura per la miglior attrice non protagonista in una serie per Ted Lasso
- Critics' Choice Awards
  - 2021 – Miglior attrice non protagonista in una serie commedia per Ted Lasso
  - 2022 – Miglior attrice non protagonista in una serie commedia per Ted Lasso
- Emmy Award
  - 2021 – Migliore attrice non protagonista in una serie commedia per Ted Lasso
  - 2022 – Candidatura per la migliore attrice non protagonista in una serie commedia per Ted Lasso
  - 2023 – Candidatura per la migliore attrice non protagonista in una serie commedia per Ted Lasso
- Premio Laurence Olivier
  - 2007 – Candidatura per la migliore attrice in un musical per Spamalot
  - 2010 – Candidatura per la migliore attrice in un musical per A Little Night Music
  - 2013 – Candidatura per la migliore attrice in un musical per Kiss Me, Kate
- Screen Actors Guild Award
  - 2021 – Candidatura al miglior cast in una serie commedia per Ted Lasso
  - 2022 – Candidatura alla miglior attrice in una serie commedia per Ted Lasso
  - 2022 – Miglior cast in una serie commedia per Ted Lasso

## Doppiatrici italiane
Nelle versioni in italiano delle opere in cui ha recitato, Hannah Waddingham è stata doppiata da:
- Laura Romano in Hocus Pocus 2, Ted Lasso, The Fall Guy, Mission: Impossible - The Final Reckoning
- Daniela Cavallini ne Il Trono di Spade
- Giovanna Martinuzzi in Sex Education
- Francesca Fiorentini in Tom Jones - Una storia d'amore

Da doppiatrice è sostituita da:
- Gabriella Borri in Garfield - Una missione gustosa
- Laura Romano in Lilo & Stitch